# Damian Lau
Damian Lau, de son vrai nom Lau Chung-yan (劉松仁, né le 14 octobre 1949), est un acteur, producteur et réalisateur hongkongais, surtout présent à la télévision.

## Biographie
Lau entre à l'école de formation d'acteurs de RTV (en) (actuelle ATV (en)) en 1971, où il commence sa carrière. En 1976, il signe un contrat avec TVB et commence à être reconnu pour avoir joué dans des séries dramatiques télévisées produites par la chaîne. En 1976, il devient célèbre pour son interprétation du personnage principal Lu Xiaofeng (en) dans Luk Siu-fung (en), une adaptation de la série de romans wuxia du même nom de Gu Long. Sa prestation dans Yesterday's Glitter le rend également célèbre.
Lau retourne à ATV en 1980 où il travaille avec Michelle Yim, respectivement en tant qu'acteur et actrice principal dans plusieurs séries télévisées des années 1980, notamment Fatherland, Chronicles of the Shadow Swordsman et Rise of the Great Wall (en). Depuis lors, ils sont surnommés le « meilleur couple à l'écran ». Lau et Yim travaillent de nouveau ensemble sur The Heaven Sword and Dragon Saber (en) (2000), jouant les parents de Zhang Wuji (en).
À la suite de la montée en popularité du cinéma hongkongais dans les années 1980 et 1990, Lau commence également à travailler sur des films en plus des séries télévisées. Il joue souvent un sabreur héroïque, beau et silencieux, dans de nombreux wuxia des années 1980 et 1990. L'un de ses premiers rôles majeurs est celui d'un assassin dans La Dernière Chevalerie (1979) de John Woo. Dans Duel to the Death, son personnage affronte celui de Norman Tsui dans un duel final, considéré comme l'un des meilleurs duels d'épée de l'histoire du wuxia.
Lau retourne à TVB en 1992 et obtient le succès pour sa prestation dans The Greed of Man, dans lequel il joue un chef honnête et cultivé de la Bourse de Hong Kong, qui est assassiné par son ami d'enfance, Ting Hai (joué par Adam Cheng), pour une rivalité amoureuse.
En 2003, Lau joue Chow Ming-hin dans la série familiale Point of No Return (en). L'année suivante, Lau travaille sur Hard Fate (en), une série télévisée controversée qui reçoit de nombreuses plaintes de téléspectateurs pour ses scènes de suicide. Dans la série, Lau joue Leung Pak-yin, un chef d'entreprise ambitieux et moralement honnête, devenu un homme désespéré, dérangé et presque fou après avoir vécu de nombreux incidents tragiques. En 2007, Lau joue un patriarche de famille dans The Drive of Life (en), une co-production de 60 épisodes entre TVB et CCTV.
En 2006, Lau joue dans The Tokyo Trial (en), un film très controversé en compétition au Festival de Cannes et qui remporte le Coq d'or 2007 du meilleur scénario. Dans le film, Lau joue le rôle du juge Mei Ju-ao (en), qui réussit à convaincre dix autres juges d'engager des poursuites contre des criminels de guerre japonais pour leurs crimes contre la paix et l'humanité. Lau joue également en anglais pour la première fois de sa carrière d'acteur.

## Vie privée
Dans les années 1990, Lau se marie à une hôtesse de l'air de Cathay Pacific qu'il a rencontré lors d'un vol pour le Canada. Il est également catholique pratiquant.

## Filmographie
| Année | Titre                                          | Rôle                     | Notes                                |
| ----- | ---------------------------------------------- | ------------------------ | ------------------------------------ |
| 1979  | La Dernière Chevalerie                         | Tsing Yi / Greeno        |                                      |
| 1980  | The Enigmatic Case                             | Lo Tin-kwan              |                                      |
| 1980  | Beidou Xing                                    |                          | Réalisateur et acteur                |
| 1983  | Zu, les guerriers de la montagne magique       | Abbé Hsiao-yu            |                                      |
| 1983  | Duel to the Death                              | Ching-wan                |                                      |
| 1984  | Profile in Anger                               | Wong Kin-hang            |                                      |
| 1986  | The Brave and the Coward                       |                          | Réalisateur                          |
| 1988  | School on Fire                                 | Wan                      |                                      |
| 1990  | The Story of My Son                            | Li Tzu-liang             |                                      |
| 1991  | Inspector Pink Dragon                          | Teng Kuo-chiao           |                                      |
| 1992  | The Thief of Time                              |                          |                                      |
| 1992  | Shanghai Heroic Story                          | Ngai Ting-yim            |                                      |
| 1992  | She Starts the Fire                            |                          | caméo                                |
| 1992  | Royal Tramp                                    | Chan Kan-nam             |                                      |
| 1992  | Royal Tramp 2                                  | Chan Kan-nam             |                                      |
| 1993  | Murder                                         | Yau Lung                 |                                      |
| 1993  | Holy Weapon                                    | Mo Kake « Épée du Ciel » |                                      |
| 1993  | The Magic Crane                                | Yat Yeung-tze            |                                      |
| 1993  | Executioners                                   | Inspecteur Lau           |                                      |
| 1993  | The Heroic Trio                                | Inspecteur Lau           |                                      |
| 1994  | Tian Di                                        | Tai Chai-man             |                                      |
| 1994  | What Price Survival / One Armed Swordsman      | Wu An-kuo                |                                      |
| 1994  | La Légende du dragon rouge                     | Chan Kan-nam             |                                      |
| 1994  | Urban Cop                                      |                          | Producteur exécutif                  |
| 1995  | Agent spécial                                  | Le chef de Yat-wah       |                                      |
| 1995  | Sea Eagles                                     | Liu Qingzong             |                                      |
| 1996  | Best of the Best                               | Calvin Chan Lik-yeung    |                                      |
| 1996  | First Option                                   | Inspecteur Lau           |                                      |
| 1996  | Ah Kam                                         | Un avocat                |                                      |
| 1997  | Lifeline                                       | Cheng Fu-shing           |                                      |
| 1997  | Till Death Do Us Part                          |                          |                                      |
| 2005  | New Born Living Strong                         | Professeur Vincent Yu    |                                      |
| 2006  | The Tokyo Trial                                | Mei Ju-ao                | Nommé au Coq d'or du meilleur acteur |
| 2008  | Les Trois Royaumes : La Résurrection du Dragon | Cao Cao                  | caméo                                |
| 2010  | La 14e Lame                                    | Zhao Shenyan             | Participation amicale                |

| Année | Titre                                      | Rôle                      | Notes |
| ----- | ------------------------------------------ | ------------------------- | --- |
| 1976  | Luk Siu-fung I: Mystery of the Golden Bird | Luk Siu-fung              | |
| 1976  | Luk Siu-fung 2: Before and After the Duel  | Luk Siu-fung              | |
| 1976  | Luk Siu-fung 3: The Battle of Wudang       | Luk Siu-fung              | |
| 1976  | Bansheng Yuan                              | Cheung Yue-kan            | |
| 1977  | The Butterfly Lovers                       | Leung San-bak             | |
| 1978  | Da Heng                                    | Chu Lok-man               | |
| 1979  | Princess Cheung Ping                       | Chow Sai-hin              | |
| 1979  | God of Sabre                               | Ding Pang                 | |
| 1980  | This Land is Mine                          |                           | |
| 1980  | Yesterday's Glitter                        | Kam Jan-sai               | |
| 1983  | Swordsman Li Bai                           | Li Bai                    | |
| 1984  | Dadi Enqing Zhi Gudu Jinglei               | Chow Kai-wah              | |
| 1985  | Chronicles of the Shadow Swordsman         | Zhang Dan-fung            | |
| 1986  | Hero of the Time                           | Yuen Tsang-lok            | |
| 1986  | Rise of the Great Wall                     | King Or                   | |
| 1986  | Condor in September                        | Yip Hoi                   | |
| 1987  | Return the Pearl to Thee                   | Chun Tin-bo               | |
| 1988  | August Scent                               | Wu Suet-yim               | |
| 1988  | Lay and Order                              | Ai Bok-man                | |
| 1989  | Spring Comes and Goes                      | Cheung Loi-fuk            | |
|       | Anle Tea                                   |                           | |
| 1990  | Lovers at the End of an Era                | Tung Sing-fan             | |
| 1991  | Bihai Qingtian                             | Tin Yang                  | |
| 1991  | Jianghu Zaijian                            | Chow Sing-lung            | |
| 1992  | The Thief of Time                          |                           | |
| 1992  | The Greed of Man                           | Fong Chun-sun             | |
| 1994  | The Great General                          | Dik Ching                 | |
| 1994  | ICAC Investigators 1994                    | Lee Tin                   | |
| 1994  | The Chevaliers                             | Zhan Zhao                 | |
| 1995  | The Unexpected                             | Cheung Wai-chung          | |
| 1996  | Women's Story                              | Kwan King-sang            | |
| 1996  | The Swordsman                              | Yin Buk-fei / Yin Ku-hung | |
| 1996  | King of Gamblers                           | Li Yik                    | |
| 1997  | Interpol                                   | Wong Ho-sui               | |
| 1998  | Wen Yi Duo                                 | Wen Yiduo                 | |
| 1999  | Silver Rat                                 |                           | |
| 1999  | Bond of Friendship                         | Zhuang Xueren             | |
| 2000  | ICAC Investigators 2000                    | Lee Tin                   | |
| 2000  | Monk at Thirty                             | Lin Chong                 | |
| 2000  | The Immortal Fugitive                      | Rong Renjie               | |
| 2000  | The Heaven Sword and Dragon Saber          | Cheung Tsui-san           | |
| 2000  | Ups and Downs                              | Hong Dalong               | |
| 2001  | The Awakening Story                        | Suen Hok-kei              | |
| 2001  | Dare to Strike                             | Li Dechao                 | MediaCorp, Singapour |
| 2001  | To Where He Belongs                        | Ko Hou-wan                | |
| 2003  | Scent of Love                              | Jin Zhizhong              | |
| 2003  | Point of No Return                         | Chow Ming-hin             | Astro Award du père à l'écran préféré Nommé au Astro Award du meilleur acteur (Top 10) Nommé au Astro Award du personnage préféré (Top 20)                                                                          |
| 2003  | Find the Light                             | Chan Do-yeung             | |
| 2003  | True Love                                  | Fok Wai-pong              | |
| 2004  | Only You                                   | Wang Haoran               | |
| 2004  | Hard Fate                                  | Leung Pak-yin             | |
| 2005  | The Royal Swordsmen                        | Tiedan Shenhou            | |
| 2006  | The Conquest                               | Goujian                   | Prix du meilleur acteur du magazine Ming Pao pour une série télévisée (2007) |
| 2006  | Men in Pain                                | Hong Tin-yam              | Nommé au TVB Anniversary Award du meilleur acteur Nommé au TVB Anniversary Award du personnage masculin préféré Nommé au Astro Award du meilleur style à l'écran (Top 5)                                            |
| 2006  | Eight Heroes                               | Guan Yulou                | |
| 2007  | The Drive of Life                          | Wah Man-hon               | Nommé au TVB Anniversary Award du meilleur acteur Nommé au TVB Anniversary Award du personnage masculin préféré Nommé au Astro Award du meilleur acteur (Top 5) Nommé au Astro Award du personnage préféré (Top 20) |
| 2008  | Catch Me Now                               | Ko Chit, Jack             | Nommé au TVB Anniversary Award du meilleur acteur |
| 2008  | Rose Martial World                         | Jun Wuji                  | |
| 2009  | In the Chamber of Bliss                    | Choi Ock                  | Nommé au TVB Anniversary Award du meilleur acteur |
| 2010  | Growing Through Life                       | Hai Liang                 | Nommé au TVB Anniversary Award du meilleur acteur |
| 2010  | A Weaver on the Horizon                    | Feng Jiujin               | |
| 2011  | The Rippling Blossom                       | Moyung Ching              | |
| 2011  | Lives of Omission                          | Kung Ka-pui               | Nommé au My AOD Favourite Award du meilleur acteur dans un rôle secondaire (Top 5) Nommé au TVB Anniversary Award du meilleur acteur dans un rôle secondaire                                                        |
| 2011  | Scarlet Heart                              | Kangxi                    | |
| 2012  | Silver Spoon, Sterling Shackles            | Arthur Chung Cheuk-man    | Nommé au TVB Anniversary Award du meilleur acteur (Top 5) Nommé au My AOD Favourite Award du meilleur acteur (Top 12) Nommé au My AOD Favourite Award du Top 15 des personnages                                     |
| 2015  | Limelight Years                            | Ben Law                   | |
| 2017  | WuXin: The Monster Killer                  | Mr Su, le père de Su Tao  | Participation amicale |
| 2018  | Infernal Affairs                           | Hu Guan You               | Participation amicale |